# Vlădeni (okręg Braszów)
Vlădeni – wieś w Rumunii, w okręgu Braszów, w gminie Dumbrăvița. W 2011 roku liczyła 852 mieszkańców.